# كليفورد ريتشاردسون
كليفورد ريتشاردسون (بالإنجليزية: Clifford Richardson)‏ هو لاعب كرة قدم أسترالية أيرلندي، ولد في 1983 في مقاطعة ليتريم في جمهورية أيرلندا.